# La Matanie
La Matanie est une municipalité régionale de comté (MRC) de la région administrative du Bas-Saint-Laurent, dans la province de Québec, au Canada. Elle est composée de douze municipalités et d'un territoire non organisé. Son chef-lieu et unique ville est Matane, qui comprend plus de deux tiers de la population totale.

## Géographie

### Géographie humaine

#### Municipalités

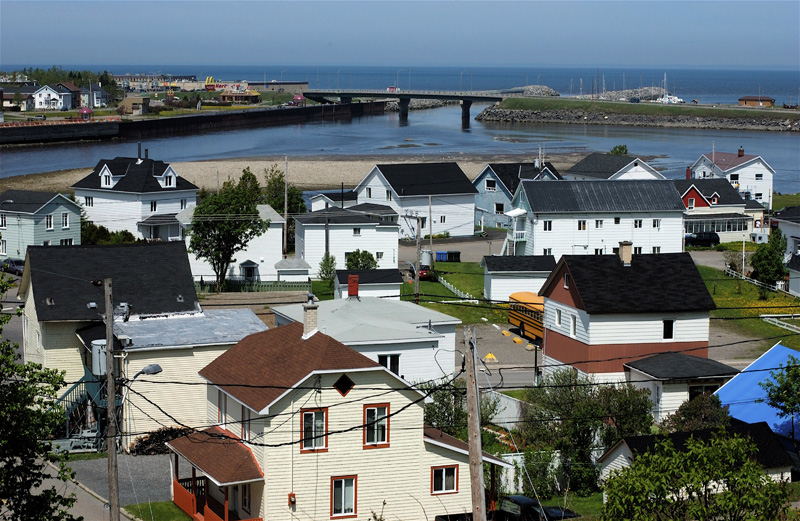
Matane

La municipalité régionale de comté de La Matanie compte 11 municipalités locales et un territoire non organisé.
| Nom                     | Statut                   | Population 2021 | Superficie (km2) | Densité (h/km2) | Ref |
| ----------------------- | ------------------------ | --------------- | ---------------- | --------------- | --- |
| Baie-des-Sables         | Municipalité             | 613             | 64,8             | 9,46            |     |
| Grosses-Roches          | Municipalité             | 375             | 63,3             | 5,92            |     |
| Les Méchins             | Municipalité             | 995             | 469,8            | 2,12            |     |
| Matane                  | Ville                    | 13 987          | 228,5            | 61,21           |     |
| Rivière-Bonjour         | Territoire non organisé  | 16              | 1 679,5          | 0,01            |     |
| Saint-Adelme            | Municipalité de paroisse | 484             | 101,4            | 4,77            |     |
| Saint-Jean-de-Cherbourg | Municipalité de paroisse | 163             | 112,9            | 1,44            |     |
| Saint-Léandre           | Municipalité de paroisse | 375             | 104,7            | 3,58            |     |
| Saint-René-de-Matane    | Municipalité             | 946             | 256,2            | 3,69            |     |
| Saint-Ulric             | Municipalité             | 1 567           | 121,1            | 12,94           |     |
| Sainte-Félicité         | Municipalité             | 1 100           | 90,6             | 12,14           |     |
| Sainte-Paule            | Municipalité             | 247             | 87,2             | 2,83            |     |
| Total                   | Total                    | 20 883          | 3 410,79         | 6,12            |     |

##### Population
| 1991   | 1996   | 2001   | 2006   | 2011   | 2016   | 2021   |
| ------ | ------ | ------ | ------ | ------ | ------ | ------ |
| 24 334 | 23 723 | 22 507 | 22 247 | 21 786 | 21 301 | 20 883 |

#### Transports

##### Transport routier
La route nationale 132, axe de communications principal du Bas-Saint-Laurent et de la Gaspésie, sillonne le littoral matanien d'ouest en est. La population est concentrée autour de cet axe routier. La route 132 relie Baie-des-Sables aux Méchins aux deux extrémités de la MRC en traversant Saint-Ulric, Matane, Sainte-Félicité et Grosses-Roches. De plus, la route 195 relie le sud-ouest de la MRC au littoral en passant par Saint-René-de-Matane et Matane, longeant sur une bonne partie de son parcours la rivière Matane.
Les routes régionales 297 et 299 traversent respectivement les extrêmes ouest et est du territoire, du sud au nord, reliant l'un et l'autre des embranchements de la route 132.
Il n'y a aucune autoroute sur le territoire de la MRC.
La desserte en autocar interurbain est assuré par Orléans Express. Un service de transport collectif local sur demande offert par la MRC permet de relier les communautés rurales aux emplois, commerces et services concentrés à Matane.

##### Transport maritime et ferroviaire

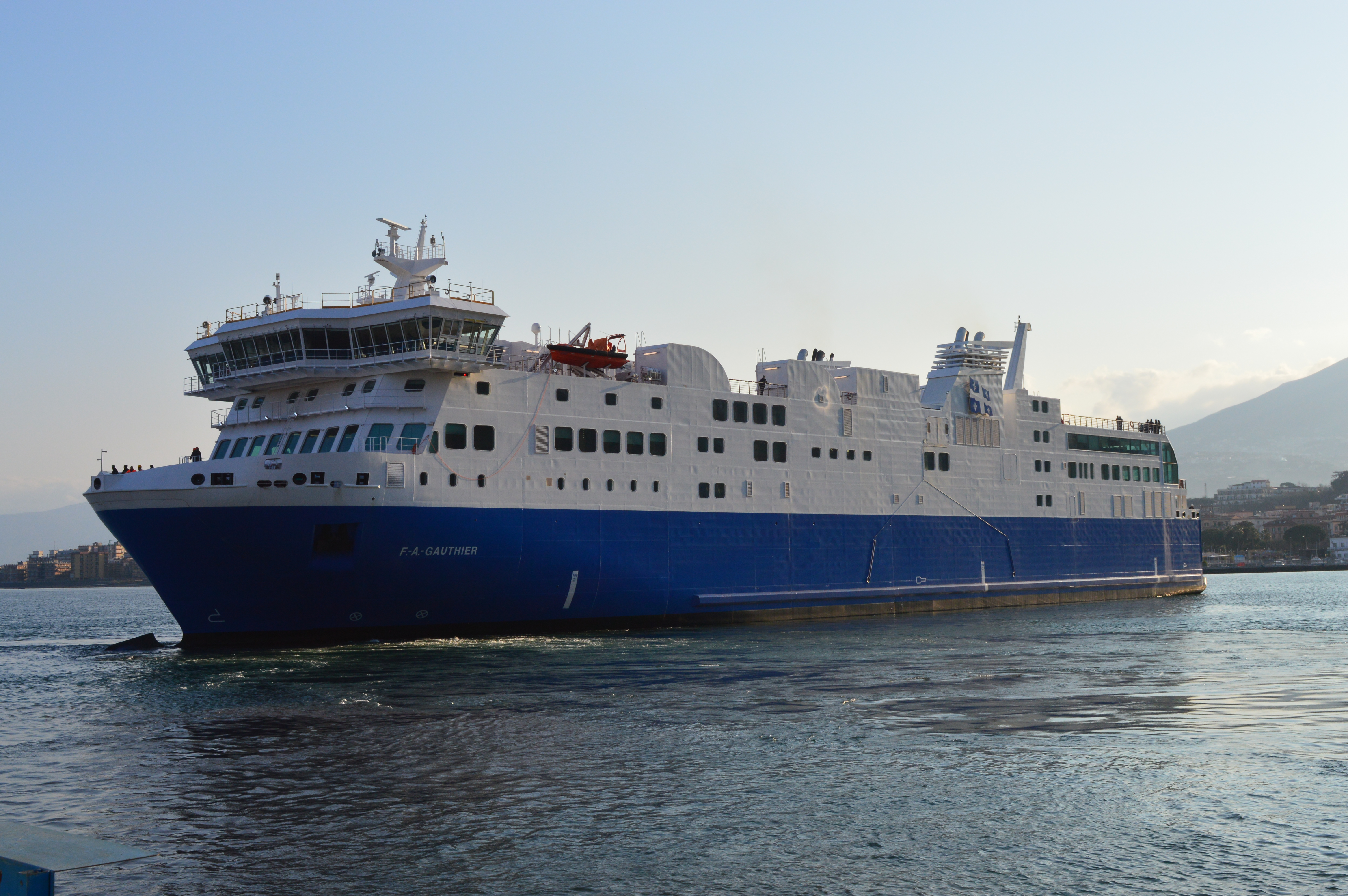
Le navire F.-A.-Gauthier.

La subdivision Matane du chemin de fer Canadien National permet le transport de vrac et de marchandises vers le continent nord-américain et le reste du monde, grâce à un accès direct au port de Matane. Un traversier-rail permet la desserte des réseaux ferroviaires nord-côtiers en reliant Matane avec Baie-Comeau et Sept-Îles.
La Société des Traversiers du Québec opère une liaison quotidienne entre Matane et Baie-Comeau ou Godbout.

##### Transport aérien
L'aéroport Russell-Burnett de Matane permet la pratique de l'aviation de loisir et la desserte par avion-ambulance. Les services réguliers de transport de passagers sont rabattus à l'aéroport régional de Mont-Joli situé à l'ouest de La Matanie.

### Géographie physique

#### Topographie

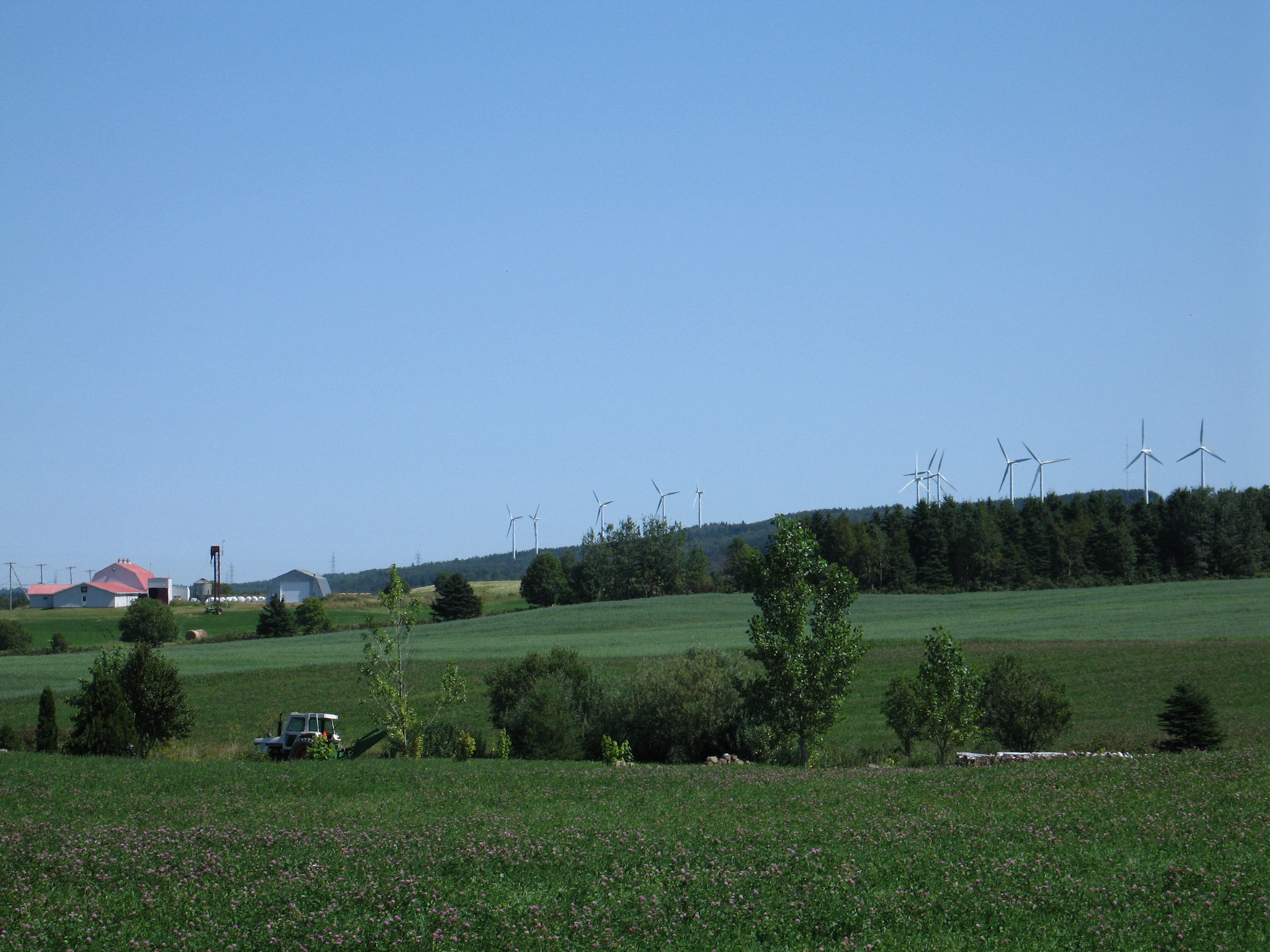
Paysage agroforestier des terrasses côtières de Saint-Ulric

Le relief de La Matanie se divise en trois entités bien distinctes, soit les terrasses côtières, la vallée de la rivière Matane et le massif des Appalaches.
Les terrasses côtières sont formées de plateaux vallonneux peu accidentés, à l'exception des importants talus de ravinement et vallées encaissées le long des cours d'eau. Ces terrasses forment un ensemble homogène plutôt étroit, dont la largeur est de 2,5 kilomètres à Baie-des-Sables. Le paysage typique de vallons cultivés du Bas-Saint-Laurent s'estompe graduellement vers l'est, puis cède sa place au massif appalachien aux limites de Sainte-Félicité et Grosses-Roches.
La vallée de la rivière Matane constitue un ensemble topographique particulier. L'étroite vallée encaissée est tapissée en son fond de dépôts fluviatiles. La rencontre des bas de falaise et des torrents chargés de sédiments engendre des milieux prompts à la formation de cônes alluviaux,. Abritant quelques activités agricoles et urbaines, cette vallée est sujette à de fréquentes inondations,,,,,.

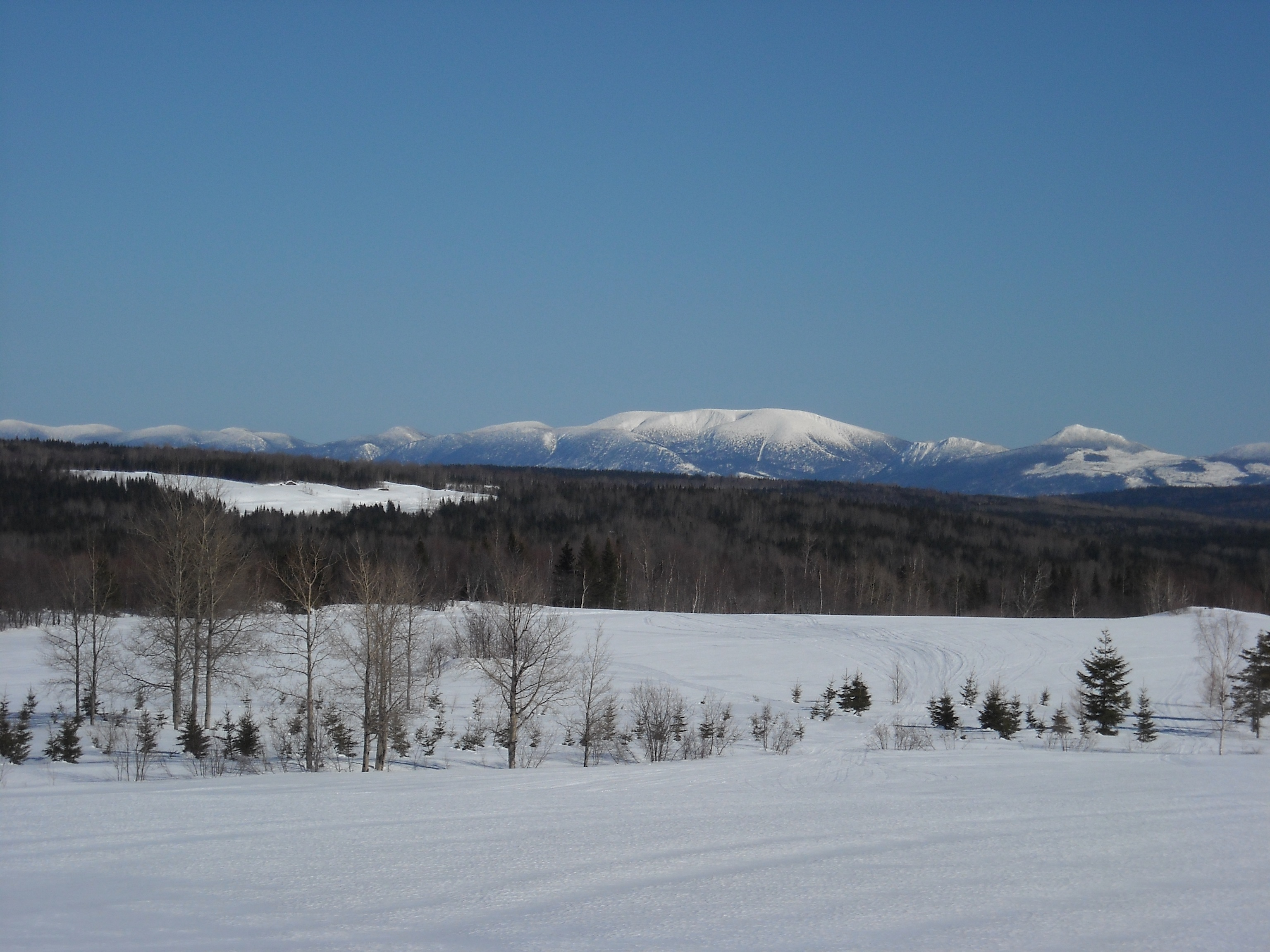
Les Chic-Chocs, vus de Saint-Jean-de-Cherbourg.

Le reste de la région, dominée par un paysage forestier, est compris dans le massif appalachien. Le paysage du centre de La Matanie est remarquable par les monts Chic-Chocs qui le dominent. La plupart des sommets dépassent les 800 mètres. Les sommets les plus hauts sont les monts Logan, Matawees, Blanc, Collins et Fortin.

#### Hydrographie

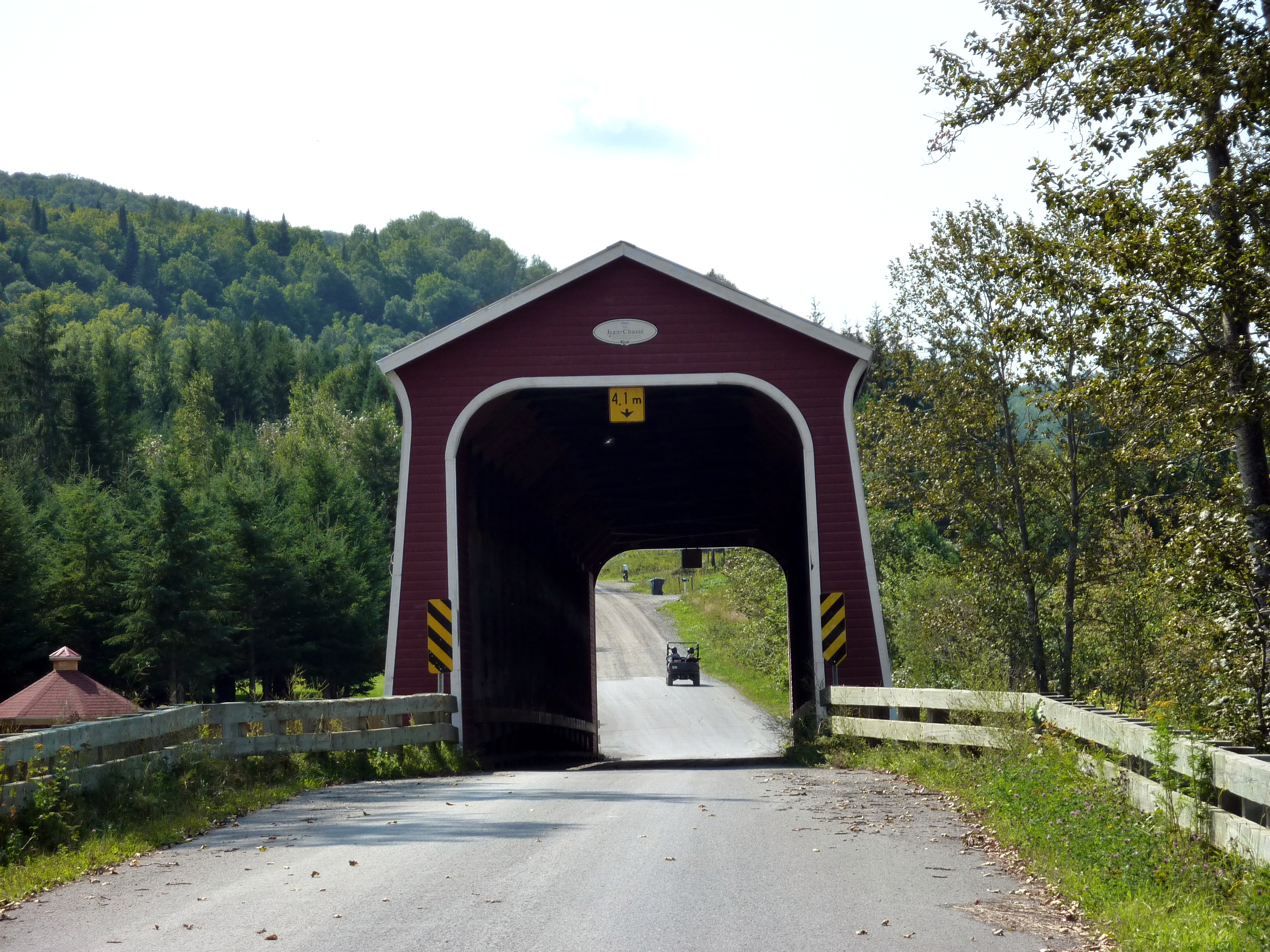
La rivière Matane est reconnue pour les nombreux ponts couverts qui la traversent ou qui l'ont traversée.

L'estuaire du fleuve Saint-Laurent est le principal élément hydrographique du territoire matanien. La presque totalité du territoire se draine vers ce plan d'eau, à l'exception de certaines parties de Rivière-Bonjour, de Sainte-Paule et de Saint-Léandre dont les eaux s'écoulent vers la baie des Chaleurs.
Parmi les affluents du fleuve en territoire matanien, le principal est la rivière Matane, drainant l'arrière-pays en traversant Rivière-Bonjour, Saint-René-de-Matane et Matane. Elle prend sa source aux lacs Matane et de la Tête. Les rivières Tartigou, Blanche, des Grands Méchins et Cap-Chat comptent parmi les affluents secondaires du fleuve .
Les rivières Bonjour, à la Truite et Tamagodi, ainsi que la Petite rivière Matane sont les principaux cours d'eau qui se déversent dans la rivière Matane.

#### Géologie
La Matanie est située entièrement dans la province géologique des Appalaches. On distingue trois ensembles d'orogenèses distinctes : la chaîne taconienne, les monts Chic-Chocs et la chaîne acadienne.

##### Chaîne taconienne
Le socle rocheux des terrasses et plateaux du nord des monts Chic-Chocs est issu de l’orogenèse taconienne (époque du Cambrien; 541 à 485 Ma). Il est dominé par le groupe de Trois-Pistoles, lequel est constitué de grès quartzitique, de mudrock gris foncé, de shale noir et de calcaire. Le groupe de Trois-Pistoles est parsemé d'étroites bandes de la formation de Saint-Roch (murdock et ardoise verts et rouges, grès felspathique et calcaire), surtout dans l'ouest du territoire
Entre Matane et Grosses-Roches, le long de la côte, le socle est formé du groupe de Tourelle (grès et mudrock) et du mélange de Cap-Chat, constitué d'un assemblage des lithologies de Tourelle et de Trois-Pistoles.
Entre Grosses-Roches et Les Méchins, le socle est très varié : tous les groupes présents au nord se rencontrent et se chevauchent. La faille de Neigette disparait sous le fleuve Saint-Laurent près de Grosses-Roches.

##### Monts Chic-Chocs
Le socle rocheux des monts Chic-Chocs s'est constitué entre le Néoprotérozoïque et l'Ordovicien inférieur (1000 à 470 Ma). Il est constitué de métabasaltes, de roches métasédimentaires et de roche volcanique. Au nord, la faille du lac Cascapédia, une faille de chevauchement, marque le contact avec le groupe de Trois-Pistoles.
Le socle rocheux à l'extrémité est du territoire, près de la rivière Cascapédia, est un point de rencontre de diverses formations : l'amphibolite du Diable, le complexe du mont Albert (péridotite), le groupe de Trois-Pistoles, le groupe Chaleurs (mudrock et grès fin, calcaire fossilifère, grès quartzitique, argilite), des intrusions granitiques et le groupe de Fortin (calcaire, mudstone calcareux, grès et ardoise).

##### Chaîne acadienne
Les collines au Sud des Chic-Chocs sont issues de l'orogenèse acadienne (époques du Silurien et du Dévonien; 443 à 358 Ma). Le socle y est dominé par le groupe Chaleurs et le grès de Gaspé (grès feldspathique, conglomérat, mudrock vert et rouge, calcaire, basalte et rhyolite).

#### Climat
Le long de la côte, le climat est influencé par la proximité de la mer. Les étés du climat maritime sont frais, et les hivers, un peu moins rigoureux que dans les terres. Les vents sont puissants et persistants, favorisant l'implantation d'éoliennes sur les contreforts appalachiens.

Dans le haut pays, le climat est continental. Les amplitudes thermiques sont plus importantes que sur la côte, mais les vents sont plus calmes. La température et les précipitations en secteur montagneux varient avec l'altitude.
| Mois                              | jan.  | fév.  | mars | avril | mai | juin | jui.  | août | sep. | oct. | nov. | déc. | année |
| --------------------------------- | ----- | ----- | ---- | ----- | --- | ---- | ----- | ---- | ---- | ---- | ---- | ---- | ----- |
| Température minimale moyenne (°C) | −15,6 | −14,5 | −8,9 | −1,8  | 3,7 | 9,2  | 12,6  | 12   | 7,8  | 2,5  | −2,8 | −10  | −0,5  |
| Température moyenne (°C)          | −11,6 | −10,5 | −4,9 | 2     | 8,3 | 14,1 | 17,1  | 16,5 | 12   | 5,9  | 0    | −6,7 | 3,5   |
| Température maximale moyenne (°C) | −7,7  | −6,4  | −0,9 | 5,8   | 13  | 19   | 21,7  | 21,1 | 16,2 | 9,3  | 2,8  | −3,4 | 7,5   |
| Précipitations (mm)               | 78,5  | 59,9  | 67,7 | 67,1  | 87  | 88,5 | 104,7 | 76,7 | 93,1 | 94,7 | 85   | 81,3 | 984,3 |

| Mois                              | jan.  | fév.  | mars  | avril | mai  | juin  | jui. | août | sep.  | oct.  | nov. | déc.  | année   |
| --------------------------------- | ----- | ----- | ----- | ----- | ---- | ----- | ---- | ---- | ----- | ----- | ---- | ----- | ------- |
| Température minimale moyenne (°C) | −19,3 | −18,2 | −11,5 | −2,8  | 3    | 8,5   | 12   | 10,8 | 6,4   | 1,1   | −4,2 | −12,5 | −2,2    |
| Température moyenne (°C)          | −13,7 | −12   | −5,7  | 2,3   | 9,2  | 14,9  | 17,9 | 16,7 | 12    | 5,5   | −0,8 | −8,4  | 3,2     |
| Température maximale moyenne (°C) | −8,3  | −5,9  | 0,1   | 7,4   | 15,4 | 21,1  | 23,8 | 22,6 | 17,5  | 9,9   | 2,8  | −4,2  | 8,5     |
| Précipitations (mm)               | 102,5 | 93,1  | 87,9  | 77,2  | 94,4 | 101,5 | 114  | 99,8 | 105,5 | 102,8 | 116  | 113,2 | 1 205,8 |

## Histoire

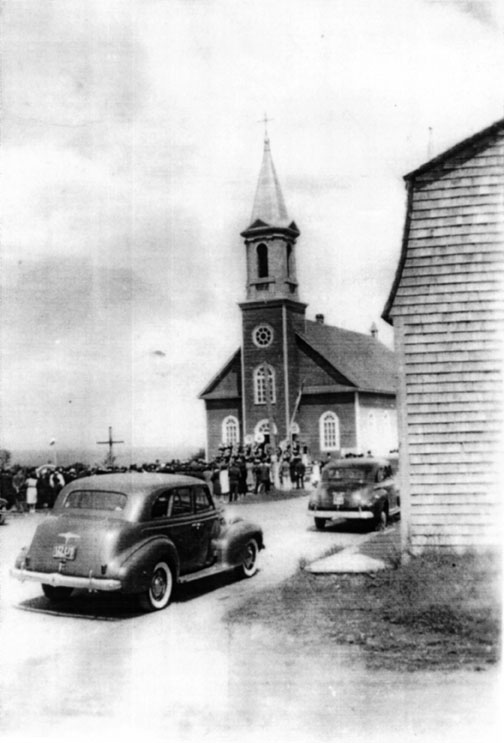
Grosses-Roches en 1941

La MRC de Matane est constituée le 1er janvier 1982 à partir de l'ancien comté de Matane, à la suite des réorganisations municipales dans le sillage de l'adoption de la Loi sur l'aménagement et l'urbanisme. La municipalité régionale de comté englobe alors le territoire de la ville de Matane, des municipalités de Baie-des-Sables, Grosses-Roches, Les Méchins, Petite-Matane et Saint-Nil, des paroisses de Saint-Adelme, Sainte-Félicité Saint-Jean-de-Cherbourg, Saint-Jérôme-de-Matane, Saint-Léandre, Saint-Luc-de-Matane, Sainte-Paule, Saint-Paulin-Dalibaire, Saint-René-de-Matane, Saint-Thomas-de-Cherbourg et Saint-Ulric-de-Matane, ainsi que des villages de Saint-Ulric et de Sainte-Félicité. La MRC s'est également vue confier l'administration du territoire non organisé de Mont-Logan.
La MRC de Matane change d'identité pour devenir La Matanie le 9 mars 2013,.

### Toponymie
Créée le 1er janvier 1982 sous le nom de Matane, la MRC est renommée La Matanie le 9 mars 2013,. Le nom se veut une étiquette qui transcende l'identification de la rivière, du lac, du bassin versant, du canton, de la ville et du comté qui portent le nom de Matane. La première occurrence recensée du nom choisi en 2013 date de 1945, alors que l'historien Antoine Gagnon décrivait la géographie des environs de Matane. Le nom est en usage courant depuis les années 1990.

### Mouvements de territoire
La Matanie a connu plusieurs mouvements de territoire dès ses débuts. Le 1er janvier 1986, le territoire non organisé de Mont-Logan est scindé en trois; une partie Coulée-des-Adolphe est rattachée à la MRC Denis-Riverin, une partie Ruisseau-des-Mineurs est rattachée à La Matapédia et le reste est constitué en tant que territoire non organisé de Rivière-Bonjour. Les limites de la MRC de Matane sont inchangées depuis.
À l'intérieur du territoire de la MRC, les paroisses de Saint-Thomas-de-Cherbourg et Saint-Paulin-Dalibaire sont annexées aux Méchins le 27 novembre 1982,. Puis, le 18 décembre 1982, la municipalité de Saint-Nil est dissoute et son territoire est fusionné à celui de Saint-René-de-Matane,. Une seconde vague de fusions municipales surgit au tournant des années 2000. Le village et la paroisse de Sainte-Félicité se regroupent le 10 janvier 1996. Le 12 janvier 2000, le village et la paroisse de Saint-Ulric se regroupent afin de former la municipalité de Rivière-Blanche, laquelle adoptera le nom de Saint-Ulric plus tard au courant de la même année. Le 26 septembre 2001, les municipalités de Saint-Luc-de-Matane et Petit-Matane et la paroisse de Saint-Jérôme-de-Matane sont annexées à la ville de Matane.

### Économie

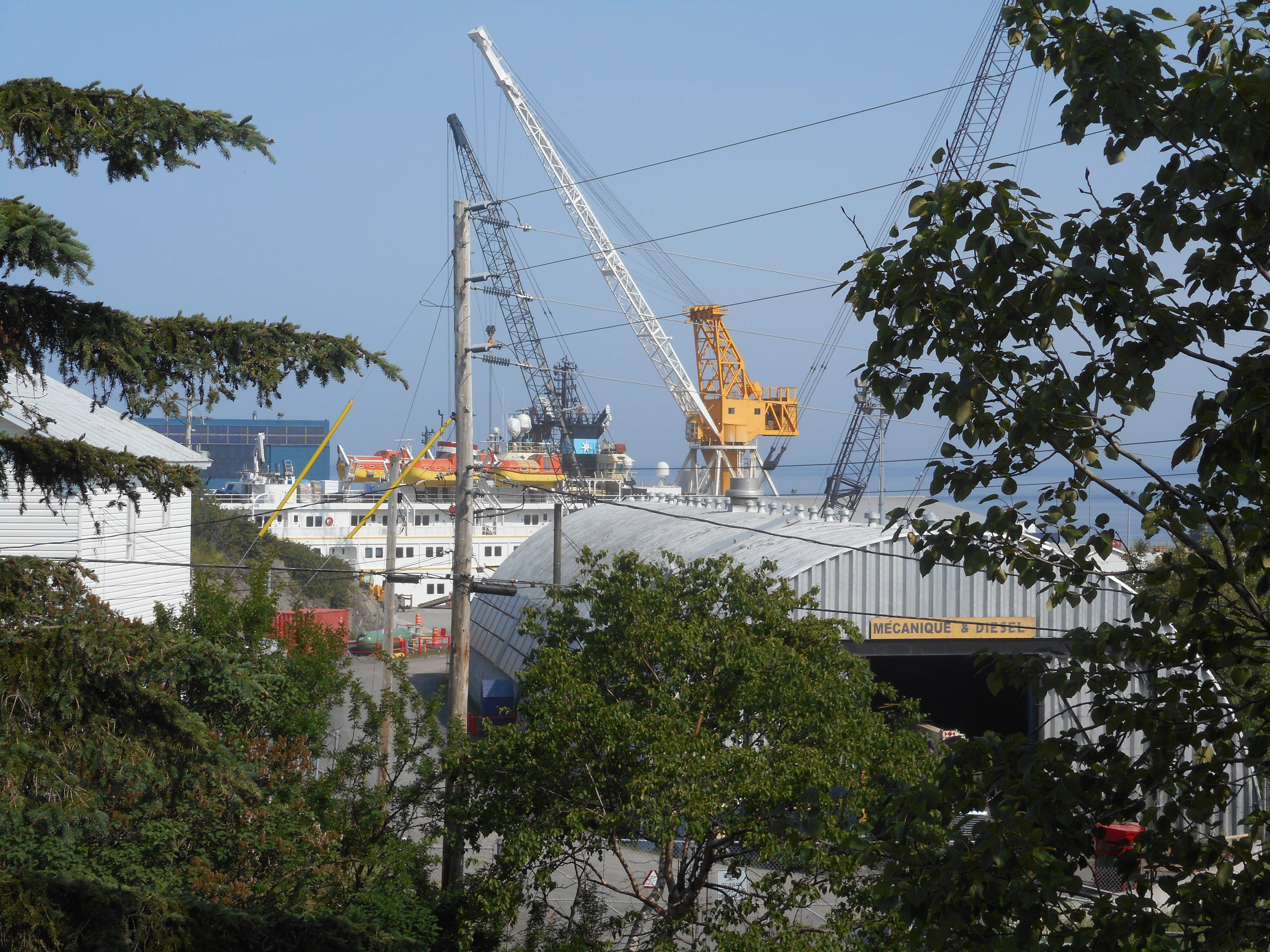
Verreault Navigation aux Méchins

## Société

### Éducation et recherche
La population francophone de La Matanie est desservie par la commission scolaire des Monts-et-Marées, tandis que la population anglophone reçoit les services de la commission scolaire Eastern Shores.
La Matanie compte une institution d'enseignement supérieur, soit le cégep de Matane. Le Centre de développement et de recherche en l'imagerie numérique (CDRIN) y est rattaché.

### Religion

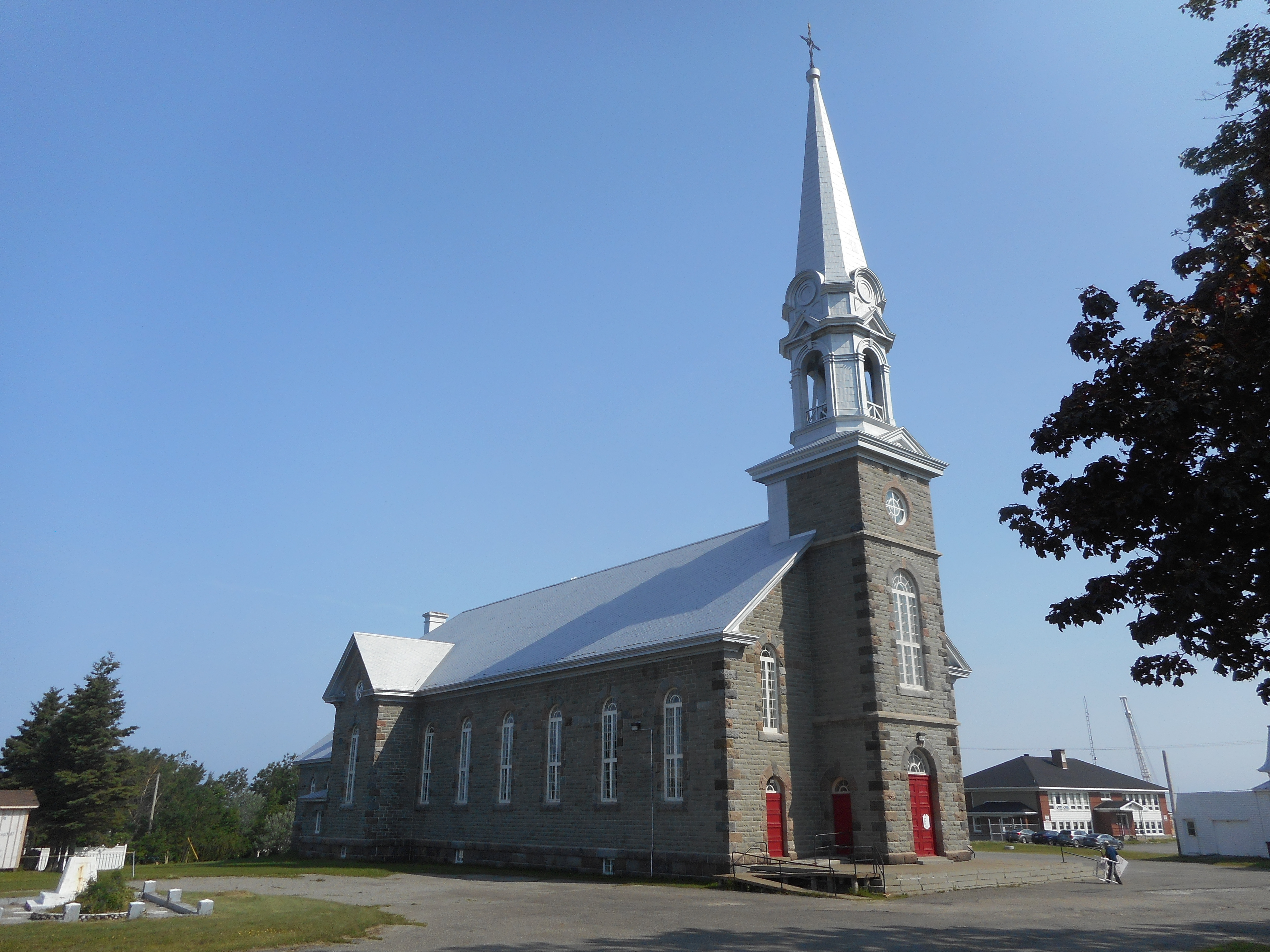
Église Saint-Édouard des Méchins

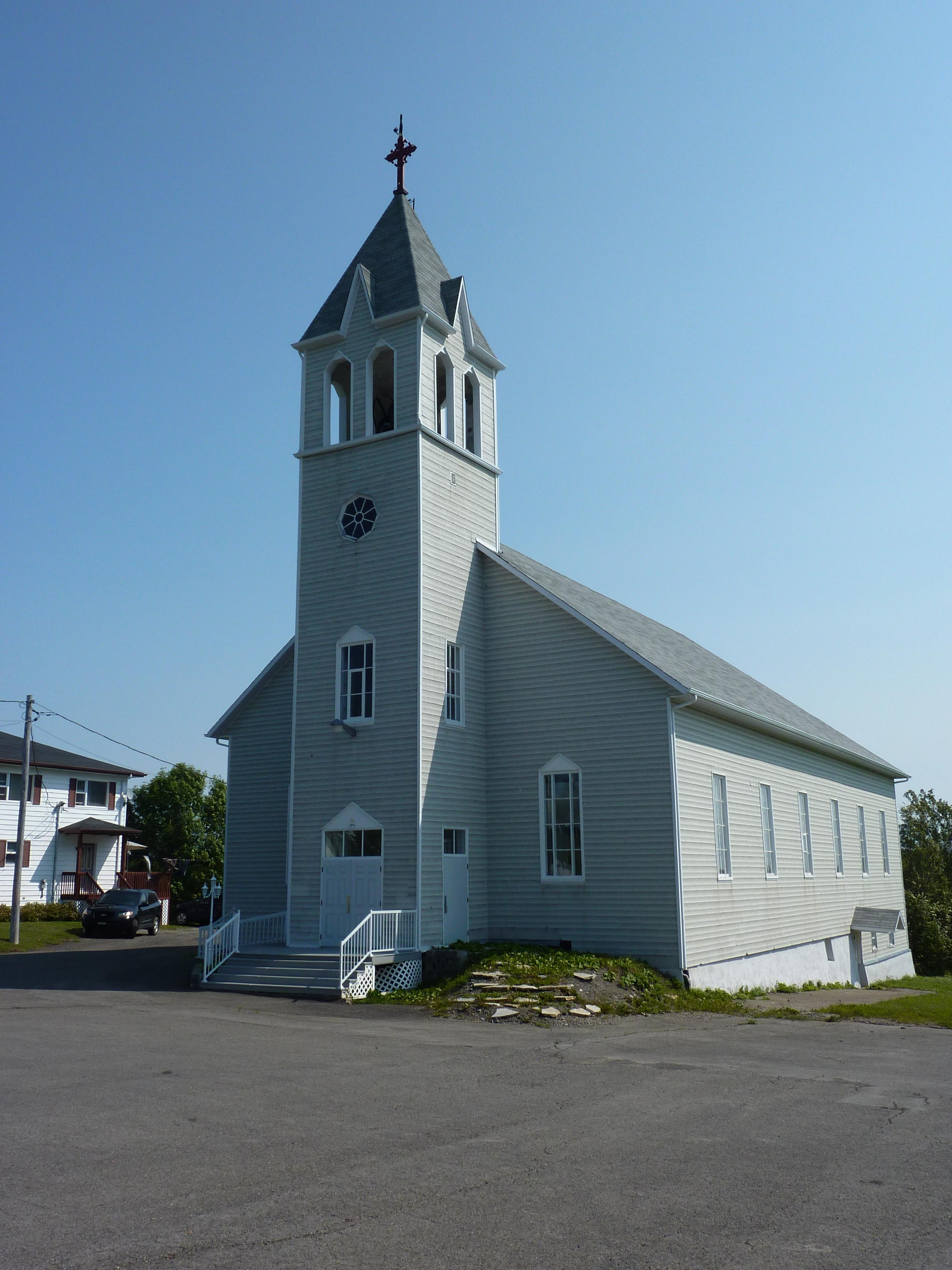
Église de Sainte-Paule

La Matanie compte une région pastorale catholique, soit celle de Matane. Elle est rattachée à l'archidiocèse de Rimouski.
| Nom de la paroisse         | Date d'érection canonique | Nom de la municipalité ou du quartier desservi |
| -------------------------- | ------------------------- | ---------------------------------------------- |
| L'Assomption-de-Notre-Dame |                           | Baie-des-Sables                                |
| Les Saints-Sept-Frères     |                           | Grosses-Roches                                 |
| Saint-Édouard              |                           | Les Méchins                                    |
| Le Très-Saint-Rédempteur   |                           | Saint-Rédempteur (Matane)                      |
| Le Bon-Pasteur             |                           | Bon-Pasteur (Matane)                           |
| Saint-Jérôme               |                           | Centre-ville de Matane                         |
| Saint-Luc                  |                           | Saint-Luc-de-Matane (Matane)                   |
| Saint-Victor               |                           | Petit-Matane (Matane)                          |
| Saint-Adelme               |                           | Saint-Adelme                                   |
| Sainte-Félicité            |                           | Sainte-Félicité                                |
| Saint-Jean-de-Cherbourg    |                           | Saint-Jean-de-Cherbourg                        |
| Saint-Léandre              |                           | Saint-Léandre                                  |
| Sainte-Paule               |                           | Sainte-Paule                                   |
| Saint-René-Goupil          |                           | Saint-René-de-Matane                           |
| Saint-Ulric                |                           | Saint-Ulric                                    |

### Loisir et tourisme
La Matanie est réputée pour la transformation et la mise en marché de la crevette nordique pêchée dans l'estuaire du Saint-Laurent au large de l'île d'Anticosti et à Sept-Îles. Près de vingt-cinq commerçants et restaurateurs ont adopté le label Destination gourmande de la crevette,.
La Matanie est une destination recherchée en raison de ses cours d'eau poissonneux, de ses forêts giboyeuses et des monts Chic-Chocs, propices à la pratique du plein-air.
La Matanie s'inscrit dans le parcours du Tour de la Gaspésie. Les retombées économiques du tourisme estival se chiffrent à 1 200 000 $ en 2017 .

### Personnalités

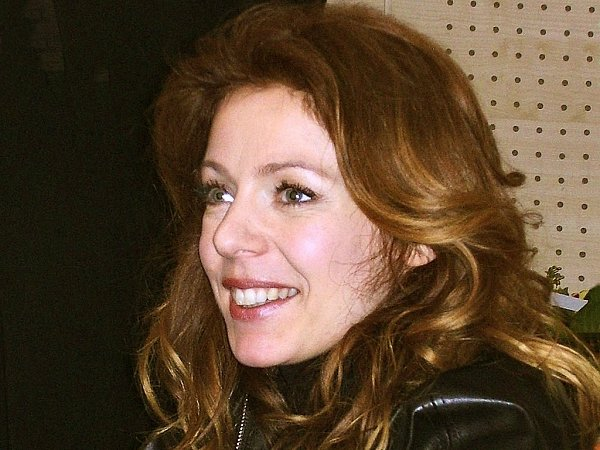
Isabelle Boulay

- Isabelle Boulay, née le 6 juillet 1972 à Sainte-Félicité
- Yves Sirois, né à Matane
- Josélito Michaud, né en 1965 à Matane
- Alain Côté,  né le 3 mai 1957 à Matane
- Claude Picher, né le 30 mai 1927 à Québec décédé en 1998 à St-Léandre